# Liste der Mitglieder des Bayerischen Landtags (12. Wahlperiode)
Diese Liste gibt einen Überblick über alle Mitglieder des Bayerischen Landtags in der 12. Wahlperiode (24. Oktober 1990 bis 21. Juli 1994).

## Abgeordnete
| Name                          | Lebens- daten | Partei       | Stimmkreis/Wahlkreis                     | Anmerkungen                                                        |
| ----------------------------- | ------------- | ------------ | ---------------------------------------- | ------------------------------------------------------------------ |
| Nikolaus Asenbeck             | 1930–2021     | CSU          | Mühldorf am Inn                          |                                                                    |
| Friedrich Bauereisen junior   | 1927–2006     | CSU          | Ansbach-Süd                              |                                                                    |
| Dorle Baumann                 | 1947          | SPD          | Oberbayern                               |                                                                    |
| Adolf Beck                    | 1938–2009     | CSU          | Regensburg-Land                          |                                                                    |
| Günther Beckstein             | 1943          | CSU          | Nürnberg-Nord                            | Staatssekretär (bis 1993), Staatsminister (ab 1993)                |
| Irmlind Berg                  | 1941          | SPD          | Oberbayern                               | nachgerückt am 1. Januar 1993 für Rolf Seebauer                    |
| Mathilde Berghofer-Weichner   | 1931–2008     | CSU          | Starnberg                                | Staatsministerin (bis 1993)                                        |
| Otmar Bernhard                | 1946          | CSU          | München-Pasing                           |                                                                    |
| Xaver Bittl                   | 1943          | CSU          | Eichstätt                                |                                                                    |
| Josef Blöchl                  | 1938–2006     | CSU          | Freyung-Grafenau                         |                                                                    |
| Gisela Bock                   | 1941          | FDP          | Schwaben                                 | nachgerückt am 30. Januar 1991 für Josef Grünbeck                  |
| Johann Böhm                   | 1937          | CSU          | Rhön-Grabfeld                            | Staatssekretär                                                     |
| Max Brandl                    | 1938          | SPD          | Niederbayern                             |                                                                    |
| Alois Braun                   | 1960          | CSU          | Oberbayern                               |                                                                    |
| Peter Braun                   | 1941          | SPD          | Oberbayern                               | ausgeschieden am 15. Juli 1991                                     |
| Konrad Breitrainer            | 1933          | CSU          | Oberbayern                               |                                                                    |
| Klaus Dieter Breitschwert     | 1943          | CSU          | Mittelfranken                            | nachgerückt am 27. Mai 1992 für Heinz Leschanowsky                 |
| Franz Brosch                  | 1949          | CSU          | Kitzingen                                |                                                                    |
| Helmut Brückner               | 1944          | Grüne        | Oberfranken                              |                                                                    |
| Manfred Christ                | 1940–2020     | CSU          | Unterfranken                             |                                                                    |
| Sepp Daxenberger              | 1962–2010     | Grüne        | Oberbayern                               |                                                                    |
| Marianne Deml                 | 1949          | CSU          | Schwandorf                               | Staatssekretärin (ab 1993)                                         |
| Alfred Dick                   | 1927–2005     | CSU          | Straubing                                |                                                                    |
| Paul Diethei                  | 1925–1997     | CSU          | Kempten (Allgäu)                         |                                                                    |
| Adolf Dinglreiter             | 1935–2024     | CSU          | Rosenheim-Ost                            |                                                                    |
| Jürgen Doeblin                | 1946          | FDP          | Mittelfranken                            | Fraktionsvorsitzender (ab 1991)                                    |
| Heinz Donhauser               | 1951          | CSU          | Amberg-Sulzbach-Süd                      |                                                                    |
| Herbert Eckstein              | 1956          | SPD          | Mittelfranken                            | ausgeschieden am 31. Dezember 1993                                 |
| Kurt Eckstein                 | 1947          | CSU          | Nürnberger Land                          |                                                                    |
| Rudolf Anton Engelhard        | 1950          | CSU          | Pfaffenhofen an der Ilm                  |                                                                    |
| Walter Engelhardt             | 1939–2022     | SPD          | Oberfranken                              |                                                                    |
| Josef Eppeneder               | 1947          | CSU          | Niederbayern                             |                                                                    |
| Walter Eykmann                | 1937          | CSU          | Würzburg-Stadt                           |                                                                    |
| Herbert Falk                  | 1929–1994     | CSU          | Amberg-Sulzbach-Nord                     |                                                                    |
| Josef Feneberg                | 1923–2011     | CSU          | Schwaben                                 |                                                                    |
| Georg Fickler                 | 1937–2025     | CSU          | Schwaben                                 |                                                                    |
| Anneliese Fischer             | 1925–2020     | CSU          | Oberfranken                              |                                                                    |
| Herbert Fischer               | 1940–2019     | CSU          | Oberpfalz                                |                                                                    |
| Manfred Fleischer             | 1954          | Grüne        | Oberbayern                               | Fraktionssprecher                                                  |
| Herbert Franz                 | 1936          | SPD          | Unterfranken                             |                                                                    |
| Dietmar Franzke               | 1941–2023     | SPD          | Niederbayern                             |                                                                    |
| Karl Freller                  | 1956          | CSU          | Nürnberg-Süd                             |                                                                    |
| Günter Gabsteiger             | 1942          | CSU          | Fürth-Land                               |                                                                    |
| Peter Paul Gantzer            | 1938          | SPD          | Oberbayern                               |                                                                    |
| Manfred Gausmann              | 1939–2015     | SPD          | Niederbayern                             |                                                                    |
| Peter Gauweiler               | 1949          | CSU          | München-Fürstenried                      | Staatsminister                                                     |
| Alois Glück                   | 1940–2024     | CSU          | Traunstein                               | Fraktionsvorsitzender                                              |
| Gebhard Glück                 | 1930–2009     | CSU          | Passau-Ost                               | Staatsminister                                                     |
| Thomas Goppel                 | 1947          | CSU          | Landsberg am Lech, Fürstenfeldbruck-West | Staatsminister                                                     |
| Franz Götz                    | 1945          | SPD          | Oberbayern                               |                                                                    |
| Eleonore Grabmair             | 1960          | CSU          | Oberbayern                               | nachgerückt am 5. Dezember 1991 für Gerold Tandler                 |
| Georg Grabner                 | 1952          | CSU          | Berchtesgadener Land                     |                                                                    |
| Wolf-Dietrich Großer          | 1927–2016     | FDP          | Oberbayern                               |                                                                    |
| Walter Grossmann              | 1927–2007     | CSU          | Lichtenfels                              |                                                                    |
| Franz Gruber                  | 1935–2021     | CSU          | Cham                                     |                                                                    |
| Josef Grünbeck                | 1925–2012     | FDP          | Schwaben                                 | Fraktionsvorsitzender (bis 1991), ausgeschieden am 29. Januar 1991 |
| Dietrich von Gumppenberg      | 1941–2021     | FDP          | Oberbayern                               |                                                                    |
| Richard Gürteler              | 1936–2000     | CSU          | Ebersberg                                |                                                                    |
| Gerda-Maria Haas              | 1942          | SPD          | Mittelfranken                            |                                                                    |
| Klaus Hahnzog                 | 1936–2025     | SPD          | München-Giesing                          |                                                                    |
| Christa Harrer                | 1940          | SPD          | Oberbayern                               |                                                                    |
| Hans Hartl                    | 1945          | fraktionslos | Oberbayern                               | bis 31. Dezember 1991 SPD, dann fraktionslos                       |
| Martin Haushofer              | 1936–1994     | CSU          | Weilheim-Schongau                        | † 2. Mai 1994                                                      |
| Heinz Hausmann                | 1941          | CSU          | Kronach                                  |                                                                    |
| Dieter Heckel                 | 1938–2016     | CSU          | Kulmbach                                 |                                                                    |
| Max von Heckel                | 1935          | SPD          | Oberbayern                               |                                                                    |
| Annemarie Hecker              | 1940          | CSU          | Niederbayern                             |                                                                    |
| Horst Heinrich                | 1938–2002     | SPD          | Schwaben                                 |                                                                    |
| Bernd Hering                  | 1946–2015     | SPD          | Oberfranken                              |                                                                    |
| Karl-Heinz Hiersemann         | 1944–1998     | SPD          | Mittelfranken                            | Fraktionsvorsitzender (bis 1992), Landtagsvizepräsident (ab 1992)  |
| Helga Karin Hiersemenzel      | 1943–2023     | FDP          | Oberbayern                               |                                                                    |
| Wolfgang Hoderlein            | 1953          | SPD          | Oberfranken                              |                                                                    |
| Walter Hofmann                | 1939          | CSU          | Forchheim                                |                                                                    |
| Monika Hohlmeier              | 1962          | CSU          | Oberbayern                               | Staatssekretärin (ab 1993)                                         |
| Werner Hollwich               | 1929–2013     | SPD          | Unterfranken                             |                                                                    |
| Manfred Hölzl                 | 1941–2003     | CSU          | Fürstenfeldbruck-Ost                     |                                                                    |
| Erwin Huber                   | 1946          | CSU          | Dingolfing                               |                                                                    |
| Herbert Huber                 | 1935–2016     | CSU          | Landshut                                 | Staatssekretär                                                     |
| Herbert Huber                 | 1930–1997     | CSU          | Dachau                                   |                                                                    |
| Lothar Hübner                 | 1955–2022     | SPD          | Mittelfranken                            | nachgerückt am 1. Januar 1994 für Herbert Eckstein                 |
| Franz Ihle                    | 1933–2021     | CSU          | Neu-Ulm                                  |                                                                    |
| Eberhard Irlinger             | 1945          | SPD          | Mittelfranken                            |                                                                    |
| Stefan Jetz                   | 1947          | CSU          | Altötting                                |                                                                    |
| Hedda Jungfer                 | 1940          | SPD          | Oberbayern                               |                                                                    |
| Gebhard Kaiser                | 1948          | CSU          | Schwaben                                 |                                                                    |
| Heinz Kaiser                  | 1941          | SPD          | Unterfranken                             |                                                                    |
| Raimund Kamm                  | 1952          | Grüne        | Schwaben                                 |                                                                    |
| Henning Kaul                  | 1940          | CSU          | Aschaffenburg-Ost                        |                                                                    |
| Emma Kellner                  | 1953          | Grüne        | Niederbayern                             |                                                                    |
| Herbert Kempfler              | 1931          | CSU          | Rottal-Inn                               |                                                                    |
| Robert Kiesel                 | 1951          | CSU          | Bad Kissingen                            |                                                                    |
| Erich Kiesl                   | 1930–2013     | CSU          | Oberbayern                               |                                                                    |
| Karl Kling                    | 1928–2021     | CSU          | Schwaben                                 |                                                                    |
| Rudolf Klinger                | 1937          | CSU          | Weißenburg-Gunzenhausen                  |                                                                    |
| Christian Knauer              | 1952          | CSU          | Aichach-Friedberg                        |                                                                    |
| Walter Knauer                 | 1937–2013     | SPD          | Oberfranken                              |                                                                    |
| Konrad Kobler                 | 1943          | CSU          | Passau-West                              |                                                                    |
| Elisabeth Köhler              | 1955          | Grüne        | Schwaben                                 |                                                                    |
| Hans Kolo                     | 1937–2022     | SPD          | Oberbayern                               |                                                                    |
| Carmen König                  | 1948          | SPD          | Oberbayern                               |                                                                    |
| Klaus Kopka                   | 1939–2022     | CSU          | Hof                                      |                                                                    |
| Bernd Kränzle                 | 1942          | CSU          | Augsburg-Stadt-Ost                       | Staatssekretär (ab 1993)                                           |
| Sebastian Kuchenbaur          | 1936–2008     | CSU          | Augsburg-Land-Süd                        |                                                                    |
| Engelbert Kupka               | 1939          | CSU          | München-Land-Süd                         |                                                                    |
| August Lang                   | 1929–2004     | CSU          | Weiden in der Oberpfalz                  | Staatsminister (bis 1993)                                          |
| Rolf Langenberger             | 1939          | SPD          | Mittelfranken                            |                                                                    |
| Hermann Leeb                  | 1938          | CSU          | Aschaffenburg-West                       | Staatssekretär (bis 1993), Staatsminister (ab 1993)                |
| Wilhelm Leichtle              | 1940          | SPD          | Schwaben                                 |                                                                    |
| Otto Lerchenmüller            | 1943–2011     | CSU          | München-Schwabing                        |                                                                    |
| Heinz Leschanowsky            | 1932–1992     | CSU          | Nürnberg-West                            | † 22. Mai 1992                                                     |
| Monica Lochner-Fischer        | 1952–2012     | SPD          | Oberbayern                               | nachgerückt am 16. Juli 1991 für Peter Braun                       |
| Theresa Lödermann             | 1956          | Grüne        | Oberbayern                               | Fraktionssprecherin (von 1992 bis 1993)                            |
| Hans Werner Loew              | 1942          | SPD          | Unterfranken                             |                                                                    |
| Friedrich Loscher-Frühwald    | 1941          | CSU          | Neustadt an der Aisch-Bad Windsheim      |                                                                    |
| Hans Lukas                    | 1935–2017     | CSU          | Oberpfalz                                |                                                                    |
| Christian Magerl              | 1955          | Grüne        | Oberbayern                               |                                                                    |
| Franz Maget                   | 1953          | SPD          | München-Milbertshofen                    |                                                                    |
| Christoph Maier               | 1931–2021     | CSU          | Erlangen-Höchstadt                       |                                                                    |
| Klaudia Martini               | 1950–2024     | SPD          | Schwaben                                 | ausgeschieden am 2. Juli 1991                                      |
| Gustav Matschl                | 1932–2012     | CSU          | München-Bogenhausen                      |                                                                    |
| Hans Maurer                   | 1933          | CSU          | Ansbach-Nord                             | Staatsminister (bis 1993)                                          |
| Gerhard Merkl                 | 1940–2016     | CSU          | Kelheim                                  | Staatssekretär (ab 1993)                                           |
| Albert Meyer                  | 1926–2020     | CSU          | Haßberge                                 | Staatssekretär                                                     |
| Franz Meyer                   | 1953          | CSU          | Niederbayern                             |                                                                    |
| Ernst Michl                   | 1935–2001     | CSU          | München-Altstadt                         |                                                                    |
| Josef Miller                  | 1947          | CSU          | Memmingen                                | Staatssekretär (bis 1993)                                          |
| Jakob Mittermeier             | 1939          | CSU          | Oberbayern                               | nachgerückt am 9. Mai 1994 für den verstorbenen Martin Haushofer   |
| Willibald Moser               | 1934–2011     | SPD          | Oberpfalz                                |                                                                    |
| Siegfried Möslein             | 1927–2009     | CSU          | Coburg                                   | Landtagsvizepräsident                                              |
| Helmut Müller                 | 1944          | CSU          | Bamberg-Stadt                            |                                                                    |
| Herbert Müller                | 1944          | SPD          | Schwaben                                 |                                                                    |
| Karl-Heinz Müller             | 1936–2021     | SPD          | Schwaben                                 |                                                                    |
| Willi Müller                  | 1936          | CSU          | Wunsiedel im Fichtelgebirge              |                                                                    |
| Bärbel Narnhammer             | 1948          | SPD          | Oberbayern                               |                                                                    |
| Karl-Heinz Nätscher           | 1936          | CSU          | Schweinfurt-Süd                          |                                                                    |
| Hans-Günter Naumann           | 1935–2010     | SPD          | Oberbayern                               |                                                                    |
| Armin Nentwig                 | 1943          | SPD          | Oberpfalz                                |                                                                    |
| Johann Neumeier               | 1945          | CSU          | Oberbayern                               |                                                                    |
| Josef Niedermayer             | 1926–2016     | CSU          | Regen                                    |                                                                    |
| Hermann Josef Niedermeier     | 1936          | SPD          | Niederbayern                             |                                                                    |
| Simon Nüssel                  | 1924–2015     | CSU          | Bayreuth                                 |                                                                    |
| Ruth Paulig                   | 1949          | Grüne        | Oberbayern                               | Fraktionssprecherin (bis 1992), Fraktionsvorsitzende (seit 1993)   |
| Bruno Ponnath                 | 1931–2018     | CSU          | Tirschenreuth                            |                                                                    |
| Karin Radermacher             | 1945          | SPD          | Unterfranken                             |                                                                    |
| Sepp Ranner                   | 1939          | CSU          | Rosenheim-West                           |                                                                    |
| Eugen Freiherr von Redwitz    | 1939          | CSU          | Neuburg-Schrobenhausen                   |                                                                    |
| Hermann Regensburger          | 1940          | CSU          | Ingolstadt                               | Staatssekretär (ab 1993)                                           |
| Sophie Rieger                 | 1933–2022     | Grüne        | Mittelfranken                            |                                                                    |
| Roswitha Riess                | 1937          | CSU          | München-Land-Nord                        |                                                                    |
| Ludwig Ritter                 | 1935–2021     | CSU          | Miltenberg                               |                                                                    |
| Helmut Ritzer                 | 1938          | SPD          | Mittelfranken                            |                                                                    |
| Georg Rosenbauer              | 1941          | CSU          | Mittelfranken                            |                                                                    |
| Heinz Rosenbauer              | 1938–2010     | CSU          | Unterfranken                             |                                                                    |
| Helmut Rothemund              | 1929–2004     | SPD          | Oberfranken                              | Landtagsvizepräsident (bis 1992), ausgeschieden am 6. Oktober 1992 |
| Eberhard Rotter               | 1954          | CSU          | Lindau (Bodensee)                        |                                                                    |
| Markus Sackmann               | 1961–2015     | CSU          | Oberpfalz                                |                                                                    |
| Alfred Sauter                 | 1950          | CSU          | Günzburg                                 | Staatssekretär                                                     |
| Christine Scheel              | 1956          | Grüne        | Unterfranken                             |                                                                    |
| Werner Schieder               | 1948          | SPD          | Oberpfalz                                |                                                                    |
| Toni Schimpl                  | 1943–2020     | SPD          | Mittelfranken                            |                                                                    |
| Franz Schindler               | 1956          | SPD          | Oberpfalz                                |                                                                    |
| Albrecht Schläger             | 1942          | SPD          | Oberfranken                              |                                                                    |
| Albert Schmid                 | 1943–2014     | CSU          | Augsburg-Stadt-West                      |                                                                    |
| Albert Schmid                 | 1945          | SPD          | Oberpfalz                                | Fraktionsvorsitzender (ab 1992)                                    |
| Georg Schmid                  | 1953          | CSU          | Donau-Ries                               |                                                                    |
| Hilmar Schmitt                | 1942          | SPD          | Unterfranken                             |                                                                    |
| Erich Schosser                | 1924–2013     | CSU          | München-Nymphenburg                      |                                                                    |
| Hans-Günther Schramm          | 1941          | Grüne        | Mittelfranken                            |                                                                    |
| Manfred Schuhmann             | 1942          | SPD          | Oberbayern                               |                                                                    |
| Otto Schuhmann                | 1944–2025     | SPD          | Oberfranken                              |                                                                    |
| Heiko Schultz                 | 1940          | SPD          | Mittelfranken                            |                                                                    |
| Christl Schweder              | 1936          | CSU          | Nürnberg-Ost                             | Staatssekretärin (ab 1993)                                         |
| Rita Schweiger                | 1943          | CSU          | Oberbayern                               |                                                                    |
| Rolf Seebauer                 | 1945–2017     | SPD          | Oberbayern                               | ausgeschieden am 31. Dezember 1992                                 |
| Andreas Seehuber              | 1929–2024     | CSU          | Oberbayern                               |                                                                    |
| Erwin Seitz                   | 1928–2003     | CSU          | Kaufbeuren                               |                                                                    |
| Helmut Simon                  | 1939–2018     | SPD          | Schwaben                                 | nachgerückt am 3. Juli 1991 für Klaudia Martini                    |
| Eberhard Sinner               | 1944          | CSU          | Main-Spessart                            |                                                                    |
| Klaus Sommerkorn              | 1941–2010     | SPD          | Mittelfranken                            |                                                                    |
| Joachim Spatz                 | 1964          | FDP          | Unterfranken                             |                                                                    |
| Hans Spitzner                 | 1943          | CSU          | Neumarkt in der Oberpfalz                | Staatssekretär (ab 1993)                                           |
| Barbara Stamm                 | 1944–2022     | CSU          | Unterfranken                             | Staatssekretärin                                                   |
| Gustav Starzmann              | 1944–2023     | SPD          | Oberbayern                               |                                                                    |
| Christa Steiger               | 1951          | SPD          | Oberfranken                              | nachgerückt am 7. Oktober 1992 für Helmut Rothemund                |
| Erwin Stein                   | 1930–2009     | CSU          | München-Moosach                          |                                                                    |
| Hans Gerhard Stockinger       | 1950–2013     | CSU          | Schweinfurt-Nord                         |                                                                    |
| Edmund Stoiber                | 1941          | CSU          | Miesbach                                 | Staatsminister (bis 1993), Ministerpräsident (ab 1993)             |
| Johannes Strasser             | 1945          | SPD          | Schwaben                                 |                                                                    |
| Max Strehle                   | 1946          | CSU          | Augsburg-Land-Nord                       |                                                                    |
| Max Streibl                   | 1932–1998     | CSU          | Garmisch-Partenkirchen                   | Ministerpräsident (bis 1993)                                       |
| Gerold Tandler                | 1936          | CSU          | Oberbayern                               | ausgeschieden am 29. November 1991                                 |
| Heinrich Trapp                | 1951          | SPD          | Niederbayern                             | ausgeschieden am 8. August 1991                                    |
| Heinrich Traublinger          | 1943          | CSU          | München-Ramersdorf                       |                                                                    |
| Anne Voget                    | 1951–2011     | SPD          | Mittelfranken                            |                                                                    |
| Philipp Vollkommer            | 1928–2017     | CSU          | Bamberg-Land                             |                                                                    |
| Wilhelm Vorndran              | 1924–2012     | CSU          | Erlangen-Stadt                           | Landtagspräsident                                                  |
| Joachim Wahnschaffe           | 1941          | SPD          | Oberpfalz                                |                                                                    |
| Georg Freiherr von Waldenfels | 1944          | CSU          | Oberfranken                              | Staatsminister                                                     |
| Hans Wallner                  | 1950          | CSU          | Deggendorf                               |                                                                    |
| Manfred Weiß                  | 1944–2017     | CSU          | Roth                                     |                                                                    |
| Peter Welnhofer               | 1948          | CSU          | Regensburg-Stadt                         |                                                                    |
| Richard Wengenmeier           | 1928–2002     | CSU          | Marktoberdorf                            |                                                                    |
| Wilhelm Wenning               | 1950          | CSU          | Fürth-Stadt                              |                                                                    |
| Johanna Werner-Muggendorfer   | 1950          | SPD          | Niederbayern                             | nachgerückt am 9. August 1998 für Heinrich Trapp                   |
| Otto Wiesheu                  | 1944          | CSU          | Freising                                 | Staatssekretär                                                     |
| Paul Wilhelm                  | 1935–2008     | CSU          | München-Laim                             | Staatssekretär (bis 1993)                                          |
| Christian Will                | 1927–2019     | CSU          | Würzburg-Land                            |                                                                    |
| Georg Winter                  | 1951          | CSU          | Dillingen an der Donau                   |                                                                    |
| Günter Wirth                  | 1940          | SPD          | Schwaben                                 |                                                                    |
| Marianne Würdinger            | 1934          | CSU          | Niederbayern                             |                                                                    |
| Gerhard Zech                  | 1937          | FDP          | Oberbayern                               |                                                                    |
| Hans Zehetmair                | 1936–2022     | CSU          | Erding                                   | Staatsminister                                                     |
| Otto Zeitler                  | 1944          | CSU          | Nabburg                                  | Staatssekretär (bis 1993)                                          |
| Alfons Zeller                 | 1945          | CSU          | Sonthofen                                | Staatssekretär                                                     |